# Livinallongo del Col di Lana
Livinallongo del Col di Lana (în germană Buchenstein) este o comună din provincia Belluno, regiunea Veneto, Italia, cu o populație de 1.239 locuitori (1 ianuarie 2023) și o suprafață de 100,01 km². Până în 1923 a aparținut de provincia autonomă Bolzano, care a aparținut până în 1918/1919 de Comitatul Princiar Tirol.

## Demografie
Livinallongo del Col di Lana - evoluția demografică

|  | Graficele sunt indisponibile din cauza unor probleme tehnice. Mai multe informații se găsesc la Phabricator și la wiki-ul MediaWiki. |

Date: Recensăminte sau birourile de statistică - grafică realizată de Wikipedia